# 보이지 않는 사랑
《보이지 않는 사랑》은 신승훈의 2집 정규 앨범이자, 동명의 노래가 타이틀 곡으로 앨범에 수록되어 있다. 1991년 11월 30일 발매됐다.

## 음반
《보이지 않는 사랑》은 신승훈에게 발라드의 황제란 수식어를 붙여준 앨범이었다. 도입부에 베토벤의 가곡〈Ich Liebe Dich 이히 리베 디히[*]〉(그대를 사랑해)을 삽입하여 대한민국 최초로 대중가요에 클래식을 접목한 〈보이지 않는 사랑〉은  발매 직후 파죽지세로 폭발적인 인기를 얻으며 SBS 인기가요에서 '14주 연속 1위'라는 전무후무한 대기록을 세웠고, 신승훈은 이 기록으로 한국 기네스북에 등재되었다. 뿐만 아니라 〈가을빛 추억〉, 〈우연히〉, 〈영원히 사랑할거야 〉등 다양한 장르의 곡들을 연달아 히트시키며 언론과 대중으로부터 명실상부 톱가수로 인정받게 되고, 마침내 골든디스크 대상과 KBS 가요대상의 대상의 영예를 얻었다.

## 수록곡
| #             | 제목                    | 작사          | 작곡          | 재생 시간 |
| ------------- | ----------------------- | ------------- | ------------- | --------- |
| 1.            | 〈보이지 않는 사랑〉    | 신승훈        | 신승훈        | 4:05      |
| 2.            | 〈영원히 사랑할거야〉   | 신재각        | 신재홍        | 3:57      |
| 3.            | 〈가을빛 추억〉         | 유정연        | 유정연        | 3:42      |
| 4.            | 〈우연히〉              | 박광현        | 박광현        | 4:02      |
| 5.            | 〈거울속의 나〉         | 한상필        | 한상필        | 4:12      |
| 6.            | 〈오늘만은〉            | 박광현        | 박광현        | 4:50      |
| 7.            | 〈쉬운 이별〉           | 신승훈        | 신승훈        | 3:48      |
| 8.            | 〈햇살속으로〉          | 백병교        | 백병교        | 4:30      |
| 9.            | 〈오늘밤이 지나면〉     | 김창환        | 신재홍        | 3:26      |
| 10.           | 〈우연히 (RE-MIX)〉     | 박광현        | 박광현        | 4:02      |
| 11.           | 〈날 울리지마〉         | 김창환        | 김창환        | 4:48      |
| 12.           | 〈미소 속에 비친 그대〉 | 신승훈        | 신승훈        | 4:51      |
| 총 재생 시간: | 총 재생 시간:           | 총 재생 시간: | 총 재생 시간: | 50:13     |

## 제작진
- Arranged : 김명곤, 박광현, 신재홍, 유정연, 김형석
- Drum : 배수연
- Bass : 이수영, 김현규
- Guitar : 김광석, 함춘호, 손진태, 신대철, 박정식, 오남석
- Piano & Synth : 김명곤, 장광석, 김효국, 신재홍, 김형석
- Saxophone : 이정식
- Computer : 원창준, 신재홍
- Chorus : 신승훈, 박영애, 유정연, 김재홍
- Recording & Mixing : 도정희, 박호일, 최의준
- Re-mix : 김창환
- Producer : 김창환
- Studio : 서울 Studio, 장충 Studio, 명음 Studio